# Xin (lletra)
La xin és la vint-i-unena lletra de molts abjads ('alfabets') semítics, incloent xin 𐤔 en fenici, šīn ܫ en siríac, xin ש en hebreu, xin 𐡔 en arameu, xīn ش en àrab i śäwt ሠ en amhàric.
La xin està present en Unicode com a U+05E9 ש hebrew letter shin.
En fonètica la xin representa el so /ʃ/, i la seva variant sin representa el so /s/ o també /ś/.

Els fonemes del protosemític ś i ʃ es fusionaren en el fenici en ʃ. Es discuteix si els fonemes ʃ (𐤔) i s (𐤎𐤎), clarament distingits en l'ortografia fenícia, no acabarien fusionant-se en el fenici clàssic o en el púnic tardà.

## Origen
| egipci | protosinaític | fenici |
| ------ | ------------- | ------ |
| 𓐮      |               | 𐤔      |

El vocable protosemític *ṯan (xin) significava 'dent' i continua conservant aquest significat en moltes llengües semítiques: hebreu שן, «šén»; àrab سن, «sinn»; siríac ܫܢܐ, ܟܟܐ, «šennā, kakkā»; accadi «šinnu»; gueez ስን, «sən»; maltès «sinna». La grafia en si sembla haver derivat a mitjans de l'edat de bronze, per acrofonia, del dibuix d'una dent, i es creu que aquest deriva a partir d'un glif protosinaític basat en el jeroglífic de dent. No obstant això, l'Encyclopaedia Judaica es referia al 1972 que representaria un arc compost.
D'aquesta lletra deriven la sigma (Σ) grega, la S llatina i les С, Ш i Щ ciríl·liques.
La història de les lletres que expressen sibilants en diferents alfabets semítics és una mica complicada, a causa de les diferents fusions entre fonemes protosemítics. La taula següent mostra la reconstrucció de cinc fonemes protosemítics, que en diverses llengües semítiques es desenvoluparen de la manera següent:
| Protosemític | Accadi | Àrab | Àrab | Paleohebreu | Paleohebreu | Hebreu tiberienc | Hebreu tiberienc | Arameu | Arameu | Gueez | Gueez |
| ------------ | ------ | ---- | ---- | ----------- | ----------- | ---------------- | ---------------- | ------ | ------ | ----- | ----- |
| š            | s̠      | س    | s    | 𐤔           | š           | שׁ                | š                | שׁ      | š      | ሰ     | s     |
| s            | s      | س    | s    | 𐤎           | s           | ס                | s                | ס      | s      | ሰ     | s     |
| ṣ            | ṣ      | ص    | ṣ    | 𐤑           | ṣ           | צ                | ṣ                | צ      | ṣ      | ጸ     | ṣ     |
| ś            | s̠      | ش    | š    | 𐤔           | š           | שׂ                | s                | שׂ o ס  | s      | ሠ     | ś     |
| ṣ́            | ṣ      | ض    | ḍ    | 𐤑           | ṣ           | צ                | ṣ                | ע      | ʿ      | ፀ     | ṣ́     |

## Lletra aràbiga xīn
En alfabet àrab aquesta lletra es diu شين ['ʃiːn] (xīn). És la tretzena lletra de l'alfabet àrab (vint-i-unena o vint-i-vuitena en l'ordre abjadí). És una lletra solar. Prové, per via dels alfabets nabateu i arameu, de la lletra fenícia xin.
| fenici | arameu | siríac | nabateu | àrab |
| ------ | ------ | ------ | ------- | ---- |
| 𐤔      | 𐡔      | ܫ      |         | ش    |

Representa el so consonàntic /ʃ/.
| Aïllada | Final | Medial | Inicial |
| ش       | ـش    | ـشـ    | شـ      |

La xīn es lliga a la següent lletra de la paraula. També ho fa amb la precedent, sempre que aquesta no sigui àlif, dāl, ḏāl, rā, zāy o wāw, que mai no es lliguen a la lletra posterior.

### Representació, transcripció i transliteració
A la Viquipèdia existeix una proposta de directriu, vegeu-la per a les diferents maneres de transcriure i transliterar xīn.
A l'alfabet de xat àrab i al SATTS, xīn es transcriu com a SH. En aquest últim també es fa servir el símbol Š.
A la representació Unicode, xīn ocupa el punt U+0634 amb el nom ARABIC LETTER SHEEN.
A la codificació ISO 8859-6, el punt 0xd4.
Com a entitat HTML, es codifica com a &#1588;

### Variants
Tot i que s'assembla a la sīn, س, no n'és una derivada i es va desenvolupar independentment.
L'alfabet paixtu usa un símbol amb un sol punt a sobre i un d'addicional a sota, ښ, per a la retroflexa /ʂ/.

## Lletra aràbiga sīn
En alfabet àrab aquesta lletra es diu سين ['siːn] (sīn). És la dotzena lletra de l'alfabet àrab (quinzena o vint-i-unena en l'ordre abjadí). És una lletra solar. Prové, per via dels alfabets nabateu i arameu, de la lletra fenícia sàmec.
| fenici | arameu | siríac | nabateu | àrab |
| ------ | ------ | ------ | ------- | ---- |
| 𐤎      | 𐡎      | ܣ      |         | س    |

Representa el so consonàntic /s/.
En notació matemàtica moderna, té la mateixa utilitat que la {\displaystyle x} a occident.
| Aïllada | Final | Medial | Inicial |
| س       | ـس    | ـسـ    | سـ      |

La sīn es lliga a la següent lletra de la paraula. També ho fa amb la precedent, sempre que aquesta no sigui àlif, dāl, ḏāl, rā, zāy o wāw, que mai no es lliguen a la lletra posterior.

### Representació, transcripció i transliteració
A la Viquipèdia existeix una proposta de directriu, vegeu-la per a les diferents maneres de transcriure i transliterar sīn.
A l'alfabet de xat àrab i al SATTS, sīn es transcriu com a S.
A la representació Unicode, sīn ocupa el punt U+0633 amb el nom ARABIC LETTER SEEN.
A la codificació ISO 8859-6, el punt 0xd3.
Com a entitat HTML, es codifica com a &#1587;

### Variants
Tot i que la xīn, ش, s'hi assembla, tenen orígens diferents.
L'alfabet xiao'erjing usa un símbol amb un punt addicional, س˙, per a una varietat tonal de la /s/.

## Alfabet hebreu
| Variants | Variants   | Variants |
| Quadrada | Manuscrita | Raixí    |
| -------- | ---------- | -------- |
| ש        | Manuscrita | Raixí    |

La lletra ש o xin és la vint-i-unena lletra de l'alfabet hebreu. Pren el valor numèric de 300. Prové, mitjançant l'alfabet arameu, de la lletra fenícia xin.
L'alfabet hebreu té només una lletra (ש) per dos fonemes diferents: xin i sin. Les lletres begadkefat (bet, guímel, dàlet, caf i taw) es disposen de la manera següent: si la lletra s'escriu al principi del mot és sonora; en canvi, si s'escriu al mig o final del mot és sorda. A diferència d'aquestes lletres, les xin i sin són totalment independents, ja que no és important en quina posició del mot es troba la sin, sempre sona com a /s/, i el mateix amb la xin. Per distingir-los es posa un punt, de manera que si la lletra és xin, el punt es posa a la dreta שׁ, en canvi per la lletra sin es posa a l'esquerra שׂ.

### Variacions en forma/pronunciació
| Nom | Símbol | AFI | Transliteració | Exemple |
| --- | ------ | --- | -------------- | ------- |
| Xin | שׁ      | /ʃ/ | ʃ              | caixa   |
| Sin | שׂ      | /s/ | s              | sopa    |

#### Xin
Quan la xin té un "punt" a dalt a la dreta, representa el so /ʃ/.

#### Sin
Quan la xin té un "punt" a dalt a l'esquerra, representa el so /s/.

### Simbolisme
Representa dos noms de Déu: Xadai i Xalom. Simbolitza el poder diví i l'escriptura, però també la corrupció. L'Etern va fixar els límits de la creació i els límits morals humans. Amb la fixació de lleis fixes es protegeix en la creació Xadai: Mestre Omnipotent de l'univers. Xin també significa l'atribut de pau i perfecció. La forma de la xin també descriu fenòmens naturals que apunten cap al cel en actitud de sol·licitar l'ajut i el suport de Déu, com ara un arbre amb les seves branques al cel, un foc amb les seves altes flames. Moisès aixecant les mans cap al cel. Les tres puntes de xin, triades de coses que manifesten una entitat completa, com ara els tres mons en què viu l'ésser humà: el món en si mateix, l'era messiànica i el món per venir. La plenitud humana que ha estat portada a existència per tres socis: Déu, el pare i la mare. Hi ha dos tipus de xin, dos tipus d'escriptura. La xin de quatre puntes (xin blanca) existeix quan s'emmarca la xin de tres puntes per les seves parets exteriors, els espais interiors de les lletres en les taules simbolitzen l'escriptura espiritual que està més enllà de la comprensió humana. La tradició ensenya que la xin de quatre puntes està esbossada a la banda esquerra dels tefilim del cap, mentre que en el costat dret hi ha una xin de tres puntes, escrita, similar a la xin de la Torà significant les dues formes de saviesa divina: l'evident i l'ocult. Xin té un valor de 300, que són els dies en què el jueu fa servir tefilim en l'any. Xin també significa corrupció que genera falsedat. Dins de la constel·lació de l'àlef-bet xin denota xéquel -falsedat, encara que xin està per a noms de Déu, el que ensenya que els conceptes més sants poden ser degradats si l'ésser humà els corromp. Déu va crear la veritat, l'ésser humà la falsedat. Les 3 lletres xéquel estan juntes en l'alfabet, fet que denota societat de persones. Donar sentit a falsos rumors, per exemple, genera falsedat, però el cicle de distorsions crea una espiral cap a un laberint que porta al col·lapse. En l'arca de Noè, només es van admetre "parells": la falsedat va buscar un soci i va aparèixer la mala sort, per això el resultat de la falsedat és mala sort. Xéquel està lluny de la mem, el punt central que representa estabilitat, pel consegüent sheker -falsedat- no és estable. Xin també significa 'afilat, ben analitzat, ben mastegat'. Simbolitza el novè nom de Déu, Xaddai, la xin conté el món complet, i és una de les més misterioses lletres de l'àlef-bet. La xin està formada per una waw i dos zain juntes. També el "Xema Israel" comença amb una xin. La xin hauria d'aparèixer en la seva forma completa amb quatre "caps" i no amb tres, però això es comprèn com una situació de profecia futura.

## Lletra aramea Xin/Sin
En arameu, en què està ben determinat l'ús de la xin, l'ortografia de la sin mai va ser totalment clara.
Per expressar el so /ś/, en diversos dialectes de l'arameu es feia servir tant la sin com la sàmec. Per exemple:
| ʿaśar "deu" | Arameu antic          | Arameu imperial                              | Arameu mitjà     | Arameu palestí                                                                              | Arameu babiloni             |
| ----------- | --------------------- | -------------------------------------------- | ---------------- | ------------------------------------------------------------------------------------------- | --------------------------- |
| 𐡏𐡔𐡓         | Inscripcions sirianes | Idumaean Ostraca, egipci, egipci-persa, ezra | Qumran           | Galileu                                                                                     | Gaonic, arameu de Babilònia |
| 𐡏𐡎𐡓         | Tell Halaf            | (cap registrat)                              | Palmireà, siríac | Zoar, arameu palestí cristià                                                                | Mandeu                      |
| 𐡏𐡔𐡓 𐡏𐡎𐡓     | (cap registrat)       | (cap registrat)                              | (cap registrat)  | Targum Jehonathan, textos manuscrits originals arxivats, targum palestí (Genizah), samarità | Arameu literari jueu tardà  |

Independentment de la forma en què està escrit, /ś/ en arameu parlat sembla haver-se utilitzat sempre com a /s/.

## Alfabet siríac
| Madnḫaya | Serṭo | Esṭrangela | Unicode |
| -------- | ----- | ---------- | ------- |
|          |       |            | ܫ       |
| Xin      | Xin   | Xin        | Šīn     |

En alfabet siríac, la vint-i-unena lletra és ܫ (en siríac clàssic: ܫܝܢ - šīn). El valor numèric de la šīn és 300. Prové, mitjançant l'alfabet arameu, de la lletra fenícia xin.

### Fonètica
Representa el so /ʃ/.

## Alfabet amhàric
En alfabet amhàric, aquesta lletra es diu ሠውት (śäwt). És la cinquena lletra de l'alfabet amhàric. El seu valor numèric és 300 - ፫፻. Śäwt prové del caràcter sud-aràbic xin.
| Xin | Śäwt |
| --- | ---- |
| 𐩦   | ሠ    |

En amhàric representa el so /s/, mentre que en gueez representa el so /ɬ/

### Ús
L'alfabet amhàric és una abugida en què cada símbol correspon a una combinació vocal + consonant, és a dir, hi ha un símbol bàsic al qual s'afegeixen símbols per marcar la vocal. Les modificacions de la ረ (reʾs) són les següents:
| śä [śə] | śu | śi | śa | śe | śə [śɨ], ∅ | śo | śʷa |
| ------- | -- | -- | -- | -- | ---------- | -- | --- |
| ሠ       | ሡ  | ሢ  | ሣ  | ሤ  | ሥ          | ሦ  | ሧ   |

## Jeroglífic egipci
Quan aquest jeroglífic és un fonograma que es pronuncia com a [š]. En canvi, quan és un ideograma, representa bassa. (Gardiner N37).

## En altres alfabets
| Arameu     | Siríac  | Samarità | Ugarític | Fenici |
| ---------- | ------- | -------- | -------- | ------ |
| 𐡔          | ܫ       | ࠔ        | 𐎘        | 𐤔      |
| Sud-aràbic | Amhàric | Àrab     | Àrab     | Hebreu |
| 𐩦          | ሠ       | س        | ش        | ש      |